# Hřbitov v Prachaticích
Hřbitov Prachatice se nachází zhruba 1 km od města Prachatice směrem na Staré Prachatice. Výměra hřbitova je 19 132 m², hřbitov je ve vlastnictví města. Z Prachatic lze na hřbitov dojít Svatopetrskou cestou, lemovanou božími mukami a výklenkovými kapličkami.
Prachatický hřbitov byl založen před rokem 1562, později několikrát rozšiřován. Zmínka o "prachatickém novém krchově" pochází z roku 1587, vysvěcen byl roku 1595. Na hřbitově se nachází nejstarší stavba v Prachaticích raně gotický kostel sv. apoštolů Petra a Pavla z druhé poloviny 13. století s barokními úpravami.  Při posledním stavebním a archeologickém průzkumu kostela v roce 1971 však byly nalezeny zbytky románského kvádříkového zdiva, které datují vznik kostela již do 12. století. Nedaleko kostela je kaple sv. Petra a Pavla zvaná děkanská. Pod kaplí je hrobka prachatických děkanů. Nachází se zde např. místo posledního odpočinku Monsignora Jana Švédy, prachatického děkana, který stál v Prachaticích v čele římskokatolické církve po dobu takřka 48 let. Kaple byla v roce 2019 rekonstruována. Vedle dalších prací došlo k výrazné změně tím, že dosavadní nepůvodní monochromní světlou barvu vnějších omítek nahradila na základě nálezů při restaurátorském průzkumu výrazná kombinace hnědé a světle žluté. Předchozí zelený nátěr oken a vrat rovněž nahradila červenohnědá barva.
Zajímavé jsou výklenky ve vnitřní zdi staré části hřbitova se zbytky lidových maleb.V jednom z těchto výklenků se nachází hrob rodičů prachatického rodáka svatého Jana Nepomuka Neumanna, biskupa ve Filadelfii, Anežka Neumannová († 1847) a Filip Neumann († 1860).
Na hřbitově je pochován štábní praporčík Tomáš Procházka, špičkový kynolog, který zahynul v roce 2018 na zahraniční vojenské misi v Afghánistánu.   

## Galerie

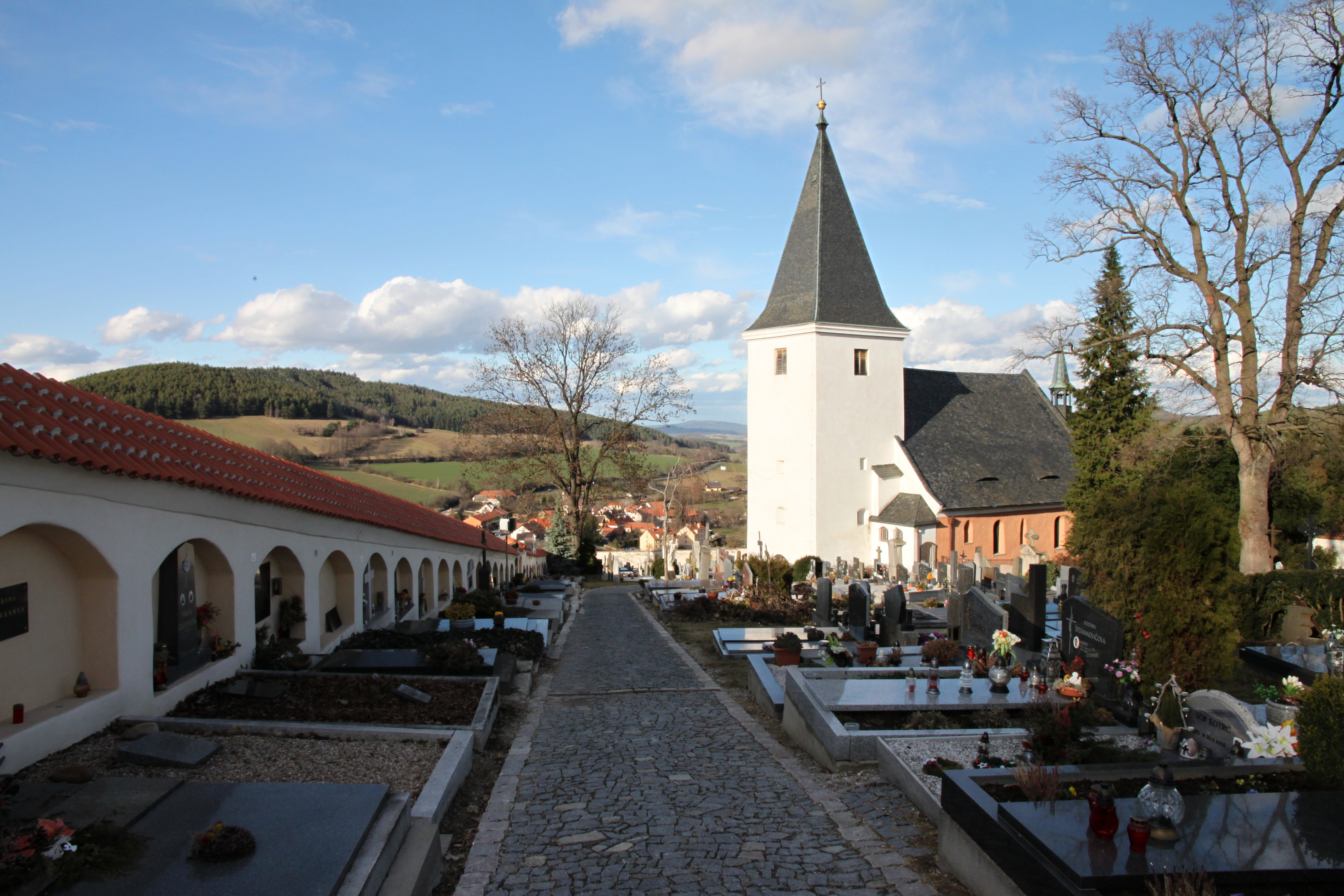
Hřbitov s kostelem
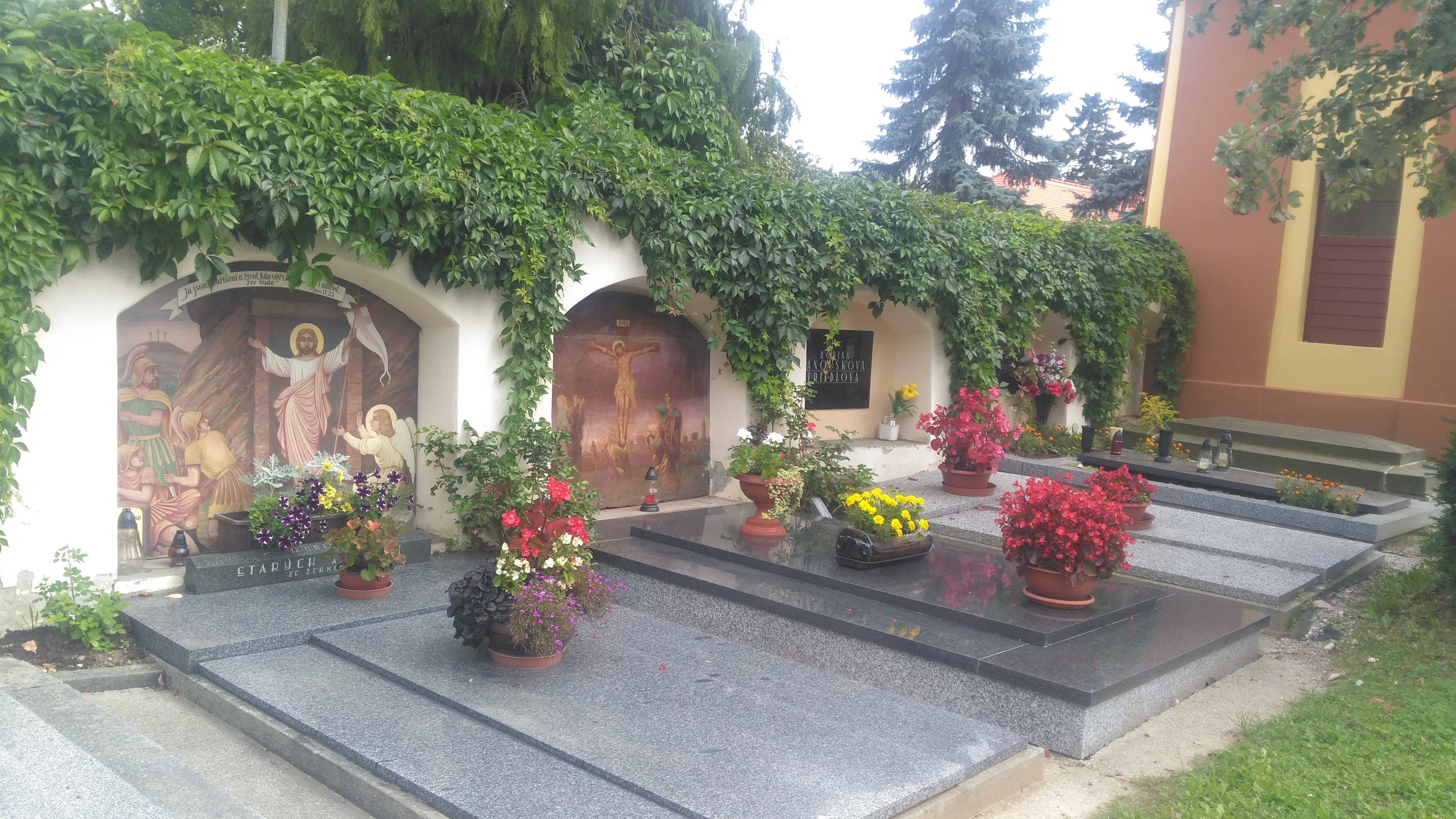
Výklenkové kapličky
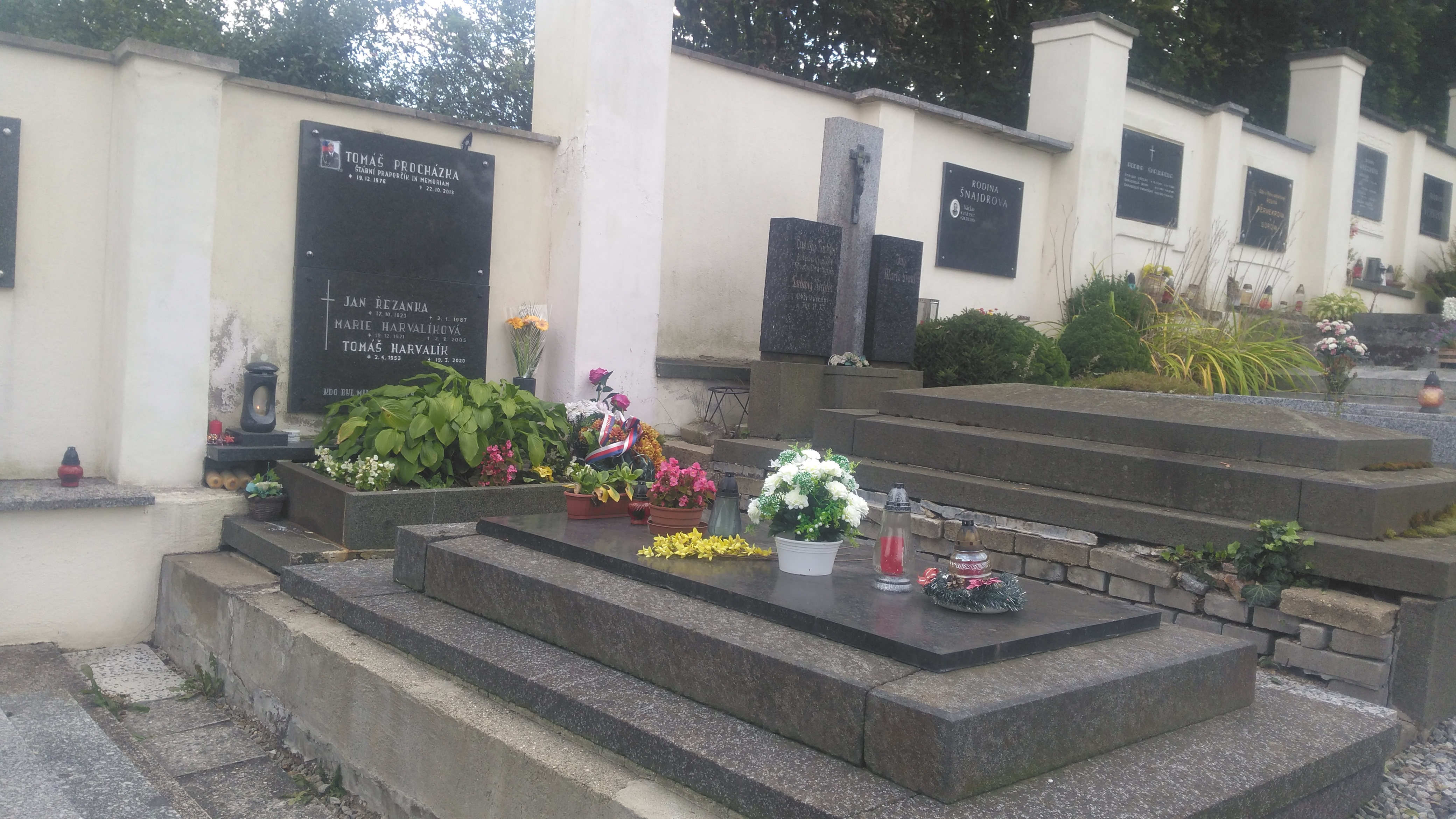
Hrob Tomáše Procházky